# Bardoňovo
Bardoňovo (Hongaars:Barsbaracska) is een Slowaakse gemeente in de regio Nitra, en maakt deel uit van het district Nové Zámky.
Bardoňovo telt 876 inwoners.
Voor de tweede wereldoorlog was het dorp merendeels Hongaarstalig, tegenwoordig zijn de Hongaren de belangrijkste minderheid.